# Songs the Lord Taught Us
Songs the Lord Taught Us is het debuutalbum van de Amerikaanse band The Cramps. Het album werd in 1979 opgenomen in de Sam C. Phillips Recording Studio in Memphis en werd geproduceerd door Alex Chilton. In maart 1980 werd de plaat uitgebracht door I.R.S. Records.

## Nummers
Alle muziek en teksten zijn geschreven door Lux Interior and Ivy Rorschach; behalve waar anders aangegeven. 
| Nr. | Titel                    | Schrijver(s)                           | Duur |
| --- | ------------------------ | -------------------------------------- | ---- |
| 1.  | TV Set                   |                                        | 3:12 |
| 2.  | Rock on the Moon         | Jimmy Stewart                          | 1:53 |
| 3.  | Garbageman               |                                        | 3:37 |
| 4.  | I Was a Teenage Werewolf |                                        | 3:03 |
| 5.  | Sunglasses After Dark    | Pullen, Link Wray, Interior, Rorschach | 3:47 |
| 6.  | The Mad Daddy            |                                        | 3:48 |

| Nr. | Titel                  | Schrijver(s)                                    | Duur |
| --- | ---------------------- | ----------------------------------------------- | ---- |
| 1.  | Mystery Plane          |                                                 | 2:43 |
| 2.  | Zombie Dance           |                                                 | 1:55 |
| 3.  | What's Behind the Mask |                                                 | 2:05 |
| 4.  | Strychnine             | Gerry Roslie                                    | 2:24 |
| 5.  | I'm Cramped            | The Cramps                                      | 2:37 |
| 6.  | Tear It Up             | Johnny Burnette, Dorsey Burnette, Paul Burlison | 2:32 |
| 7.  | Fever                  | John Davenport, Eddie Cooley                    | 4:17 |

| Nr. | Titel                                                      | Schrijver(s) | Duur |
| --- | ---------------------------------------------------------- | ------------ | ---- |
| 14. | I Was a Teenage Werewolf (With False Start) (Original Mix) |              | 4:48 |
| 15. | Mystery Plane (Original Mix)                               |              | 2:39 |
| 16. | Twist and Shout                                            |              | 2:32 |
| 17. | I'm Cramped (Original Mix)                                 |              | 2:37 |
| 18. | The Mad Daddy (Original Mix)                               |              | 3:15 |

## Leden
- Lux Interior – zang
- Poison Ivy Rorschach – gitaar
- Bryan Gregory – gitaar
- Nick Knox – drums
- Booker C – orgel op "Fever"